# Zářičí
Zářičí (in tedesco Zarzitz) è un comune della Repubblica Ceca facente parte del distretto di Kroměříž, nella regione di Zlín.